# BMW M公司
BMW M公司（德文：BMW M GmbH），原稱BMW賽車運動公司（BMW Motorsport GmbH），是德國汽車製造業者BMW旗下的子公司，最早歷史可以回溯至1972年。原本被稱為M部門，是BMW特別設立用來參與賽車運動的特殊部門，後來逐漸轉變為專事開發原廠高性能車款（M車系）與原廠性能化改裝套件的單位。1992年時BMW將M部門獨立而出而設立了子公司BMW Motorsport GmbH，並在隔年將公司名稱簡化而成為今日的BMW M GmbH。

## M車系

### 特色
M-Power系列車款是BMW原廠針對旗下部分車款所推出的原廠高性能版本。其中M3、M5是M系列的常青樹也是最為人知的車款。M一字取自「BMW Motorsport」中Motorsport的開頭字母，其地位與梅賽德斯-賓士的AMG與奧迪的S和RS系列的地位相當。M系列最早出現在1980年的M1上，是一部中置引擎跑車，原本是由BMW與義大利的藍寶堅尼合作開發，但卻因故取消合作，由BMW獨立發展。M1是BMW二戰後第一輛純跑車也是BMW目前唯一一輛的中置引擎跑車（如果不計入BMW與麥拉輪合作開發，使用BMW引擎並懸掛車隊品牌的超級跑車麥拉崙F1（McLaren F1））。M1大量採用賽車科技，將賽車運動精神發揮至極，其搭載的3.5升直列6缸引擎可輸出277匹馬力。M1的成功奠定日後BMW以直列六缸引擎作為動力配置主軸的風格，一直至今日該廠的六缸引擎仍然堅持採用越來越少見的直列配置，而成為車廠特色之一。
M公司除了針對BMW旗下車種研發進而推出強化版之外，也有製造一些週邊套件供一些非M-Power系列一般BMW車款車主作為原廠改裝或售後改裝（aftermarket tuning）用途，主要產品種類包括了空氣力學套件、鋁圈以及排氣管，套件主要都是著墨於車輛外觀方面的修飾。
但M公司主要專精的，仍然是引擎和動力套件的開發，而其調校出的引擎也受到多方讚許，因此並非只有M-Power系列車款才會搭載M-Power引擎。舉例來說，BMW標準車系中的頂級豪華跑車Z8雖非M系列車款，但是卻搭載了當時銷售的M5車款（E39）之5.0升V8引擎。而在曾經搭載過M-Power引擎的量產新車中，性能最出色的莫過於曾一度保有世界量產車極速頭銜多年的超級跑車McLaren F1，該車款是由一級方程式車隊邁凱倫自主研發，但由於該車隊主要專精於車體與車身空氣動力的開發但不擅製造引擎系統，故委託BMW的子公司M公司代工製造，其6.2升V12引擎可輸出621匹馬力（至於全世界只限量生產5輛的高性能版本McLaren F1 LM則調至680匹馬力），造就該車款足以保持世界量產車極速冠軍頭銜多年的實力。而除了與BMW直接或間接有關的開發案之外，一些獨立的第三方車廠，例如Wiesmann這家德國的手工跑車小廠，也選用M Power的3.2升直六引擎作為該廠旗下車款的動力核心。
P.S BMW M1只有一代，之後的1系的M系列改稱為BMW 1M

### 產品系列
M635CSi/M6

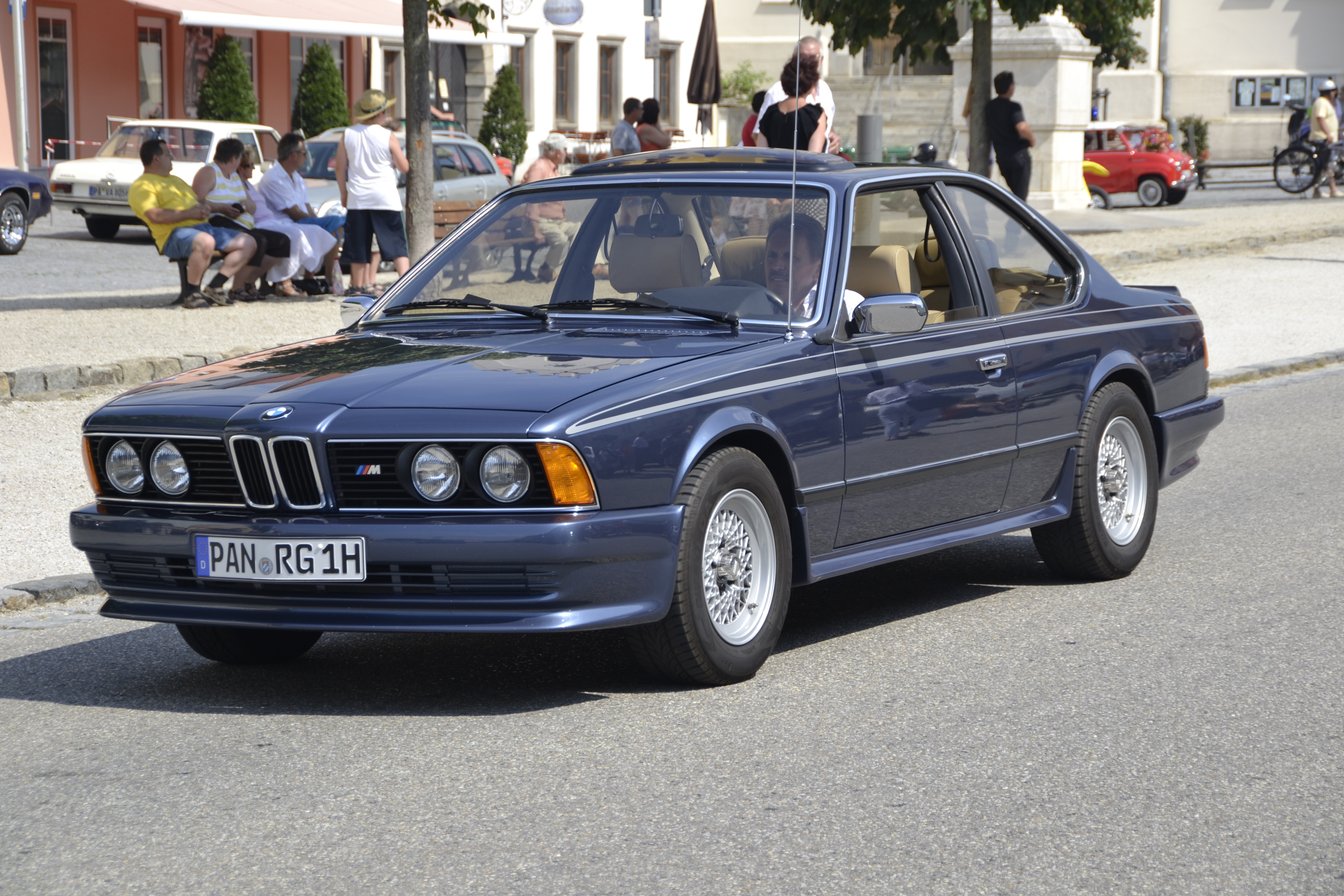
BMW M635CSi（BMW 6系列 (E24)）

1984年推出的M635CSi是繼M1之後M部門第二款作品，M635CSi是以1980年代BMW的6系列雙門跑車為基礎所開發。此車搭載同於M1的3.5升直列6缸引擎，但輸出提升至286匹德制馬力，初上市時雖採M635CSi稱呼，但後期6系列將要停產前曾輸出北美地區，其美國輸出版是以M6之名上市。隨著1980年代末6系列的停產，M6也跟著停產，到2004年6系列再度復出車壇一年後，M6才接著在2005年推出的新版M5（E60）之後正式上市。第二代的M6搭載與M5相同的5.0升V10，同樣具有507匹的最大馬力輸出，但由於車重較輕加上又是雙門車種，因此無論是在性能或操控性上，都較佔優勢。而除了性能操控上的提升外，配合新一代六系列雙門轎跑車／雙門敞篷車同時存在的車型配置，除了標準的M6 Coupé之外，車廠也推出了對應的敞篷車版本M6 Cabrio。第三代M6在2011年上市，改用和F10 M5共用的4.4升V8雙渦輪增壓引擎,輸出也提升至560匹.
M5

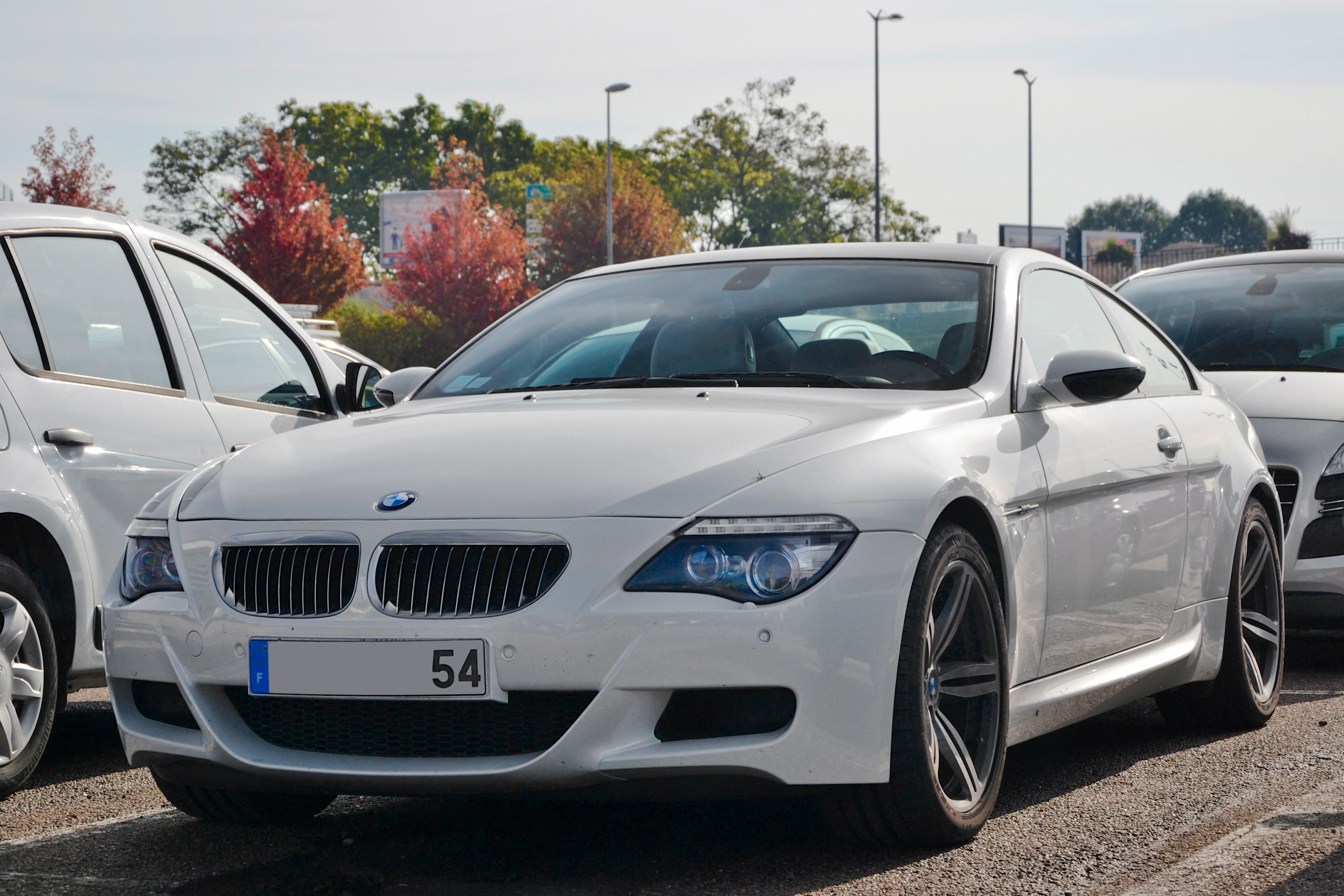
第二代M6

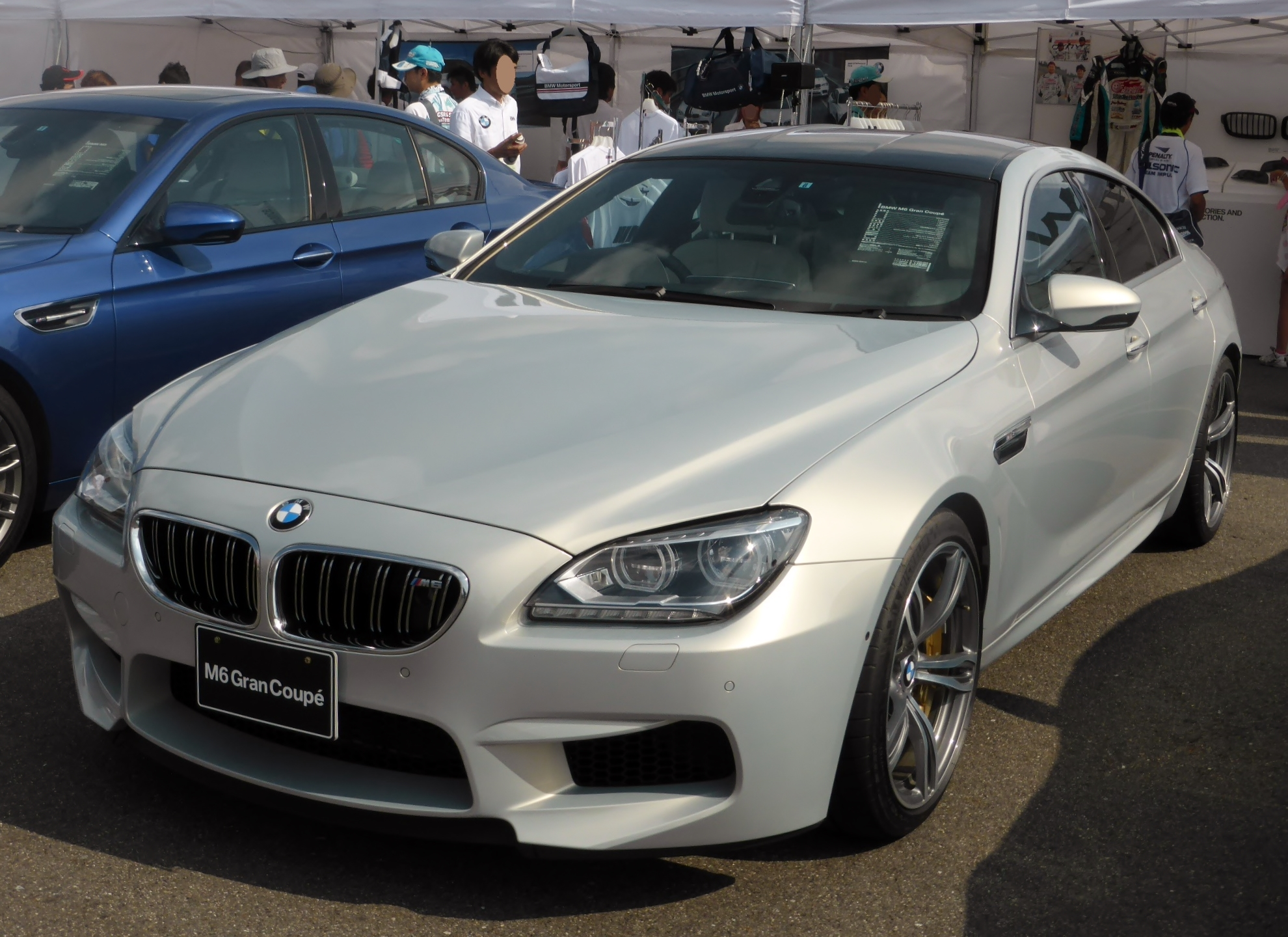
第三代M6

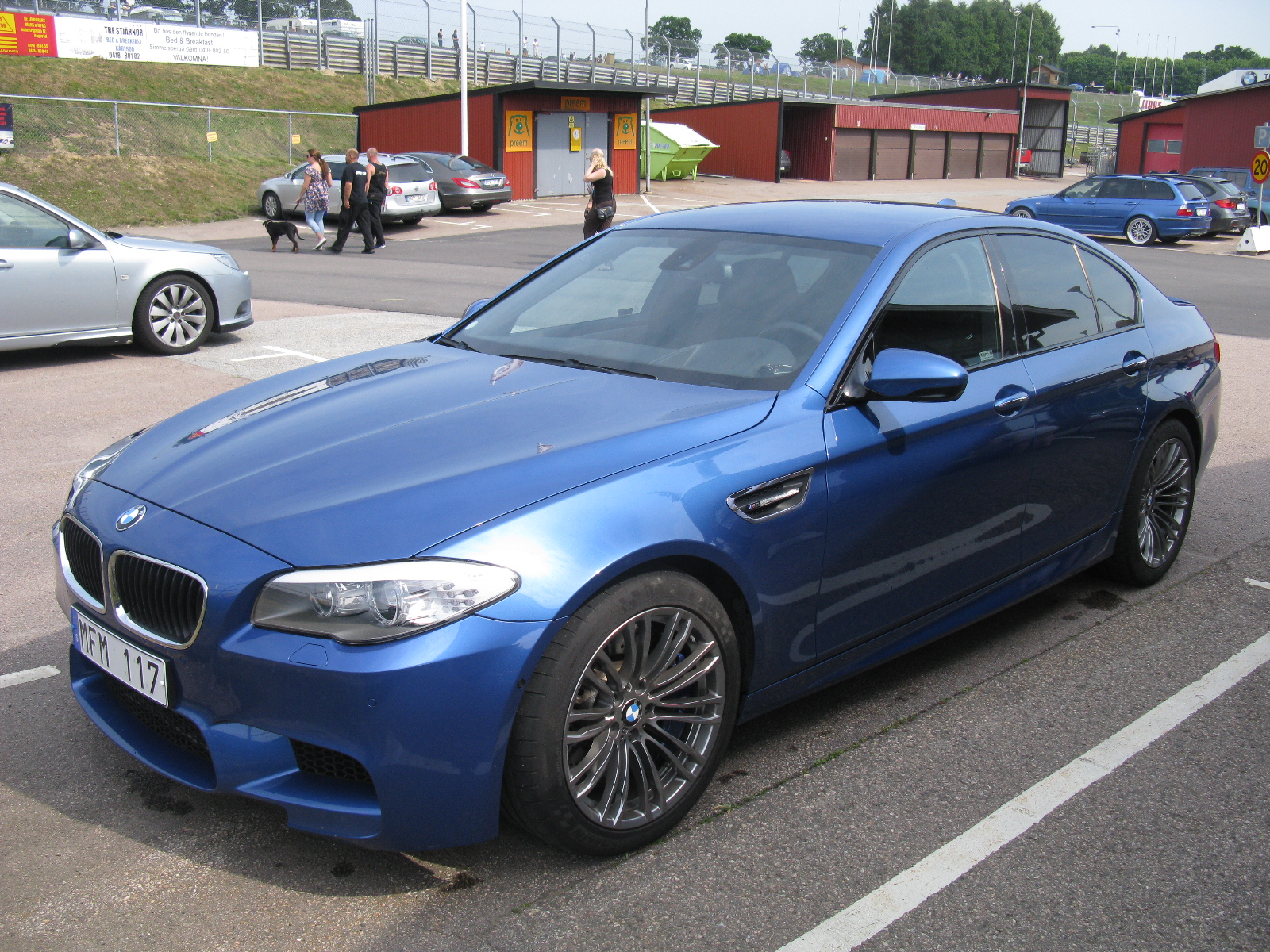
BMW M5(F10)

M5就是5系列的性能房車版。第一代M5在1987年發表，搭載規格與輸出都與M635CSi/M6相同的3.5升直列6缸引擎。第二代M5是以E34五系列為基礎所推出的高性能車型，分為前後期兩種版本版，前期（1992年）搭載3.6升直六引擎可輸出320匹馬力，後期（1994年）則擴大排氣量至3.8升，輸出也跟著提升到360匹馬力。第三代M5（2000年）是以E39五系列為基礎，捨棄了直6引擎改以5.0升V8引擎作為動力來源，可輸出400匹馬力。2005年 M5是以E60五系列作為基礎所開發，排量雖然不變，但引擎設計改為罕見的V型10缸設計，輸出也提升至507匹的水準。最新一代(2011)M5則以F10五系作為基礎,改用4.4升V8雙渦輪增壓引擎,輸出也提升至560匹.
M3

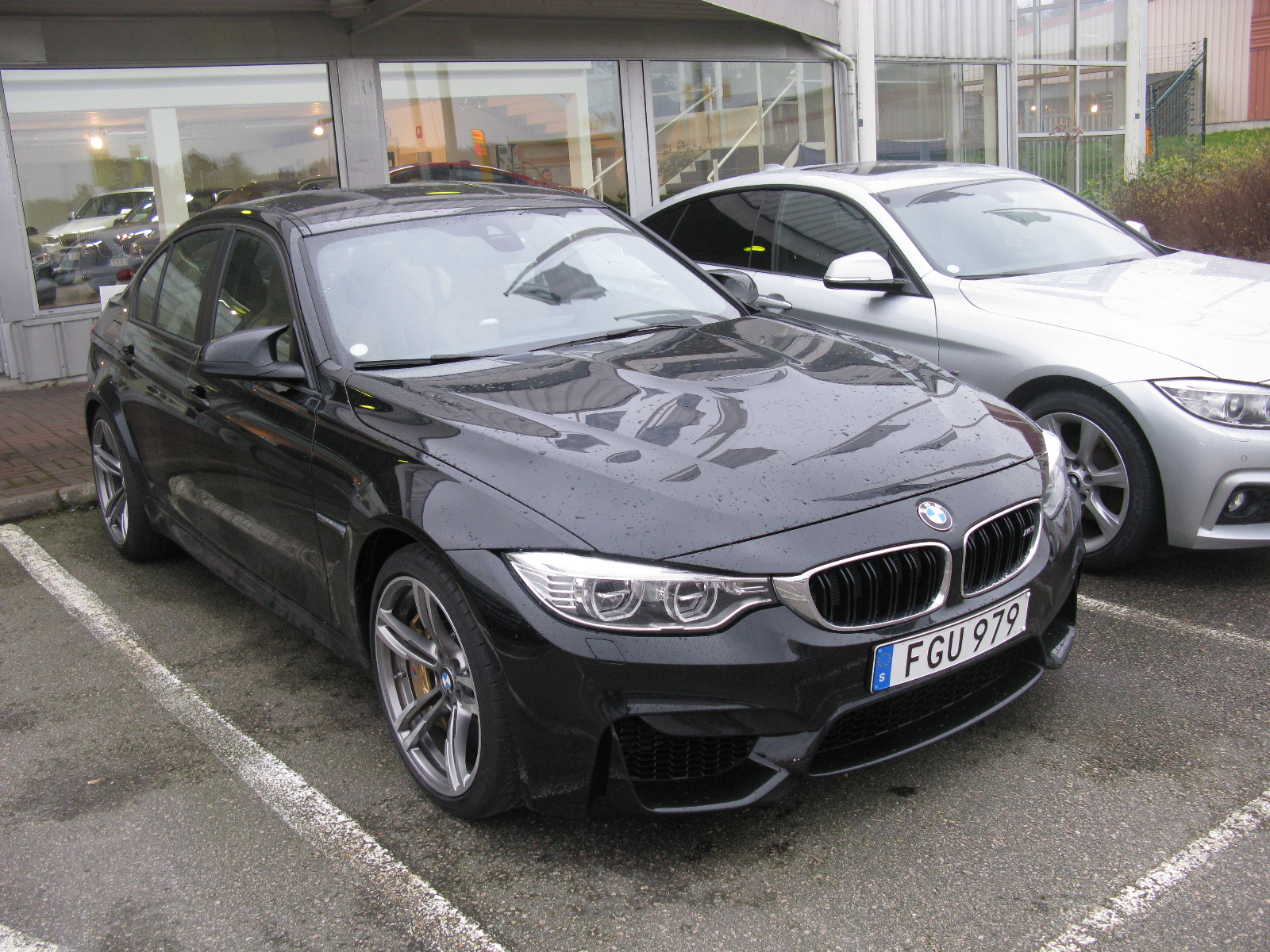

以同期的三系列車體為基礎所推出的M3是M系列中最受歡迎的車款，除了車價是M系列中最低之外，短小的車身再加上高單位容積輸出比的高轉速自然進氣引擎，與FR（前置引擎後輪驅動）的底盤配置，成為鍛鍊駕駛技巧或從事入門車輛競賽非常良好的素材。

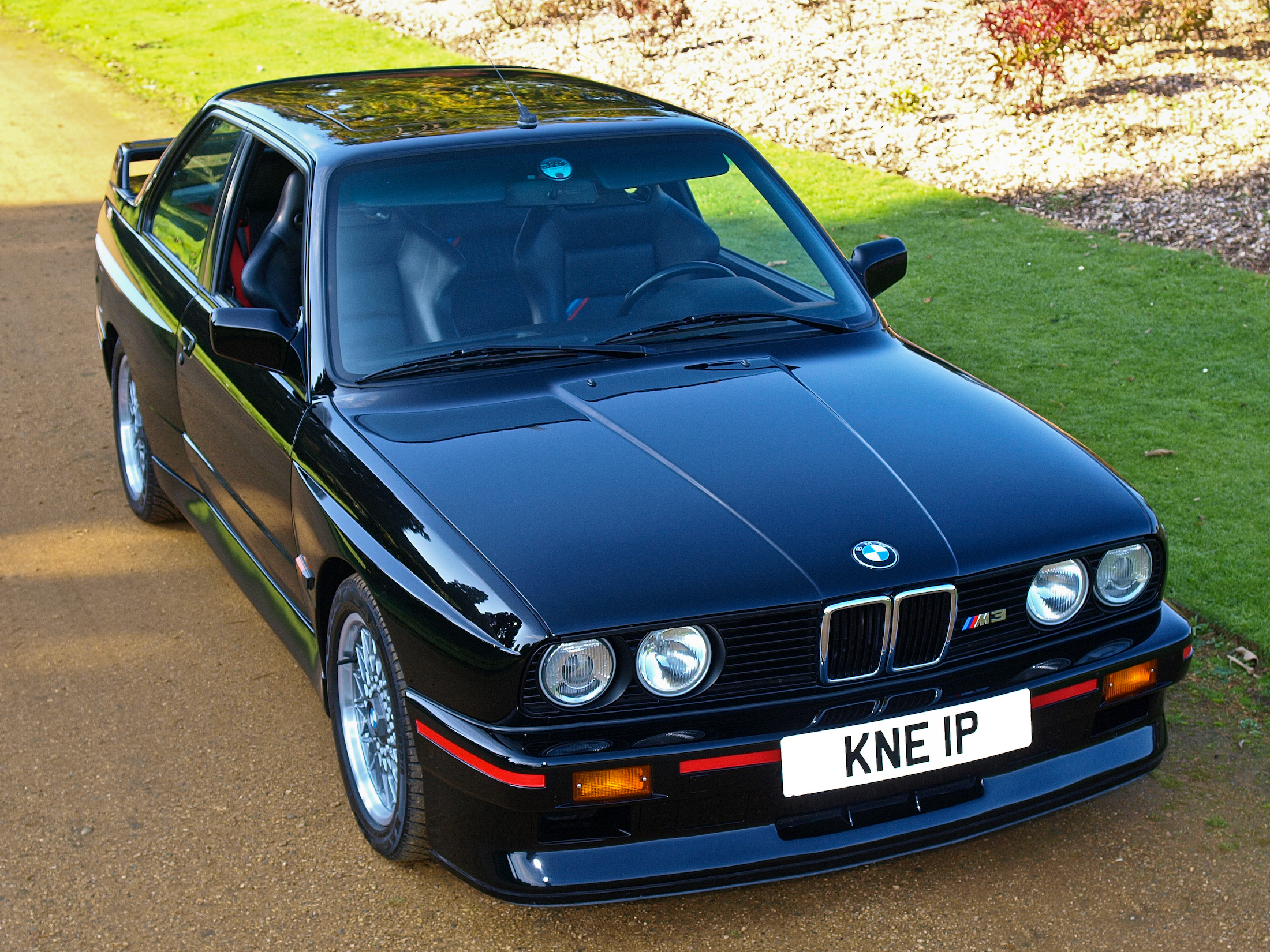
第一代M3

第一代的M3是在1986年時上市，以E30三系列雙門四座（coupé）版本作為基礎，它當初推出原本是為了德國房車賽（德文：Deutsche Tourenwagen Meisterschaft，DTM）而生，並在之後陸續推出多款延伸車型，採用相同的2.3升直四引擎但調校不同輸出也不同，包括輸出最低的美規版M3（195匹馬力），與系列中動力最強的限量準賽車版本M3 Evolution II（220匹馬力）。

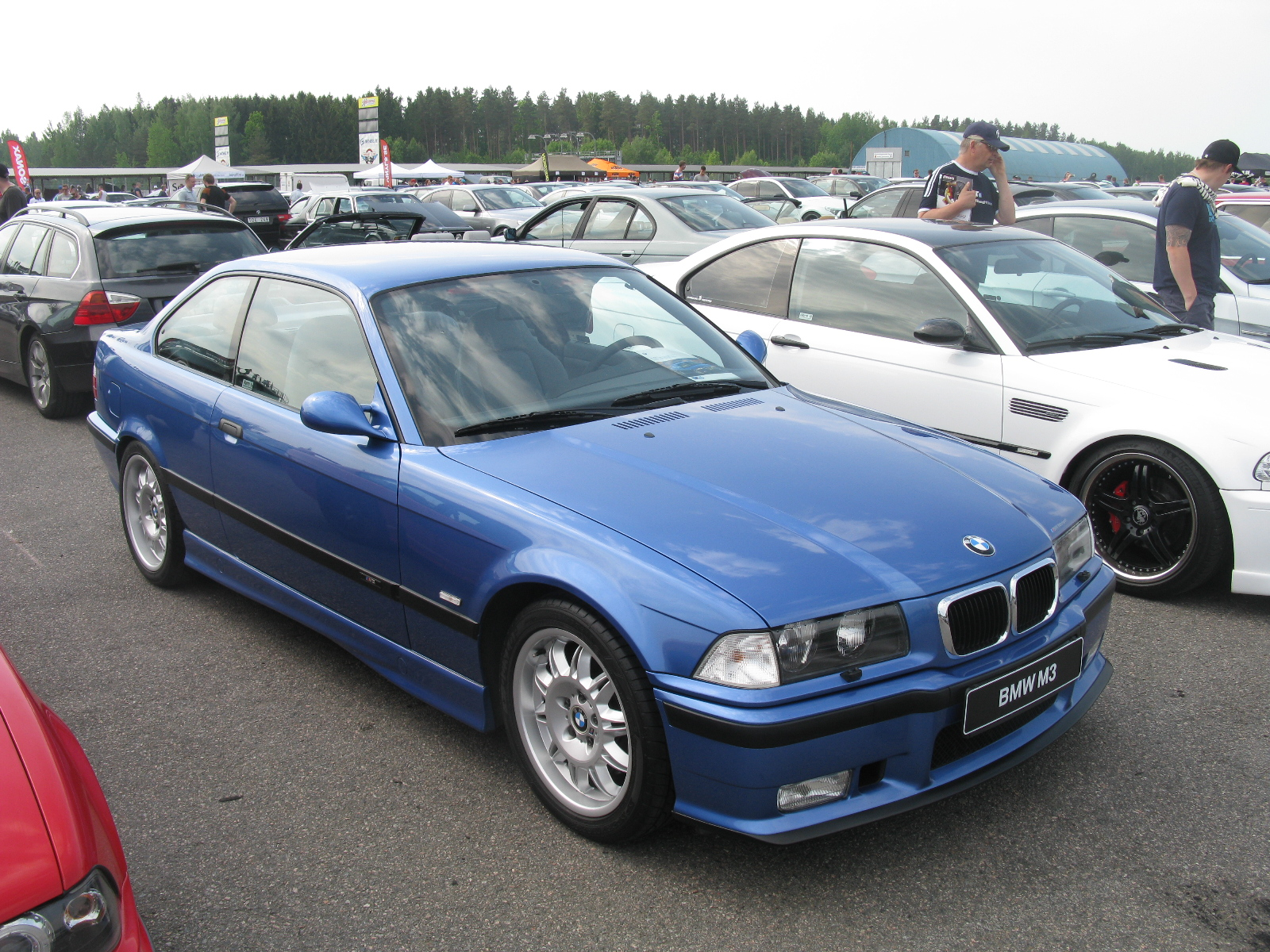
第二代

1992年第二代M3推出，是以E36三系列為基礎，搭載3.0升直六引擎，初期版可輸出286匹馬力，但1997年推出的後期版搭載3.2升直六引擎，動力一舉提升到320匹的境界，是BMW歷代量產車用自然進氣引擎裡面首度突破每公升100匹馬力關卡者。不過同期的美規版M3一直是使用3.0升直六引擎，輸出僅有240匹馬力，但在原本僅有雙門轎跑車版本的M3車系裡面首度追加了四門跑房車版本的M3 Sedan。

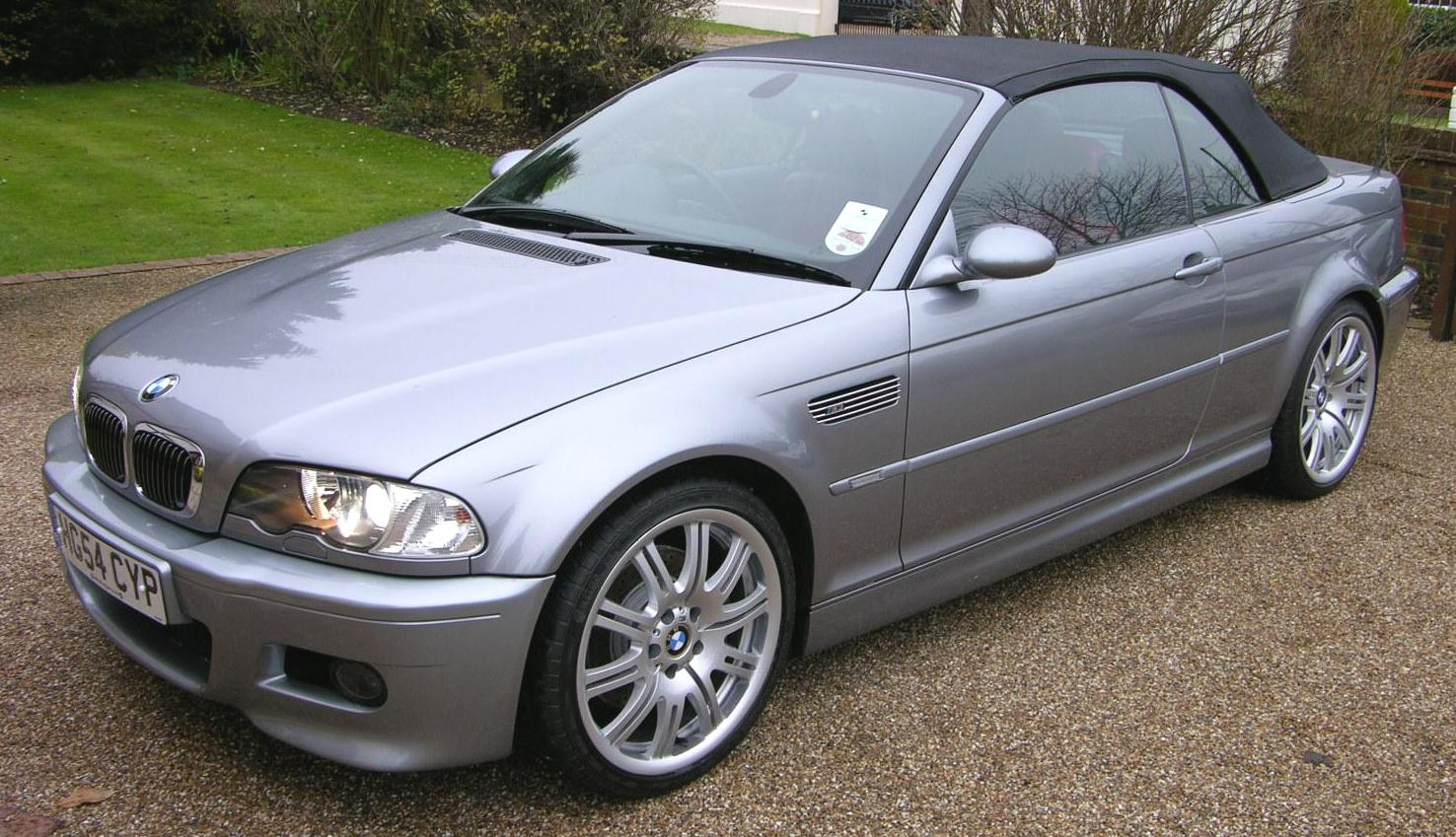
第三代

2001年以E46三系列為基礎的M3推出，這一次不分歐規或美規一率都是343匹馬力，雖然仍是以上一代的3.2升直六引擎作為動力系統的基礎，但在容積效率再提升之後馬力也跟著增加。E36和E46的M3都有推出稱為GTR的工廠賽車版本，這是為參加GT2組別房車賽事所生產的車款，不同的是E46版本的M3 GTR捨棄直六引擎，而改用了V8引擎作為動力來源。E46 M3初期上市版本為雙門四座的M3 Coupé車型，並在之後追加敞篷版本的M3 Cabrio。
2007年日內瓦車展中，BMW先是展出了一款名為M3 Concept的概念車，並在隨後公佈第四代M3的消息。第四代車款是以第五代三系列的雙門版本（車體代號E92）為基礎所開發的高性能版本，首度採用了V型8缸的引擎，擁有4.0升的排氣量與420匹馬力的動力輸出，並在包括車頂等部位使用了碳纖維材料所製造的鈑件，而達到輕量化的目標。
M Roadster / M Coupé

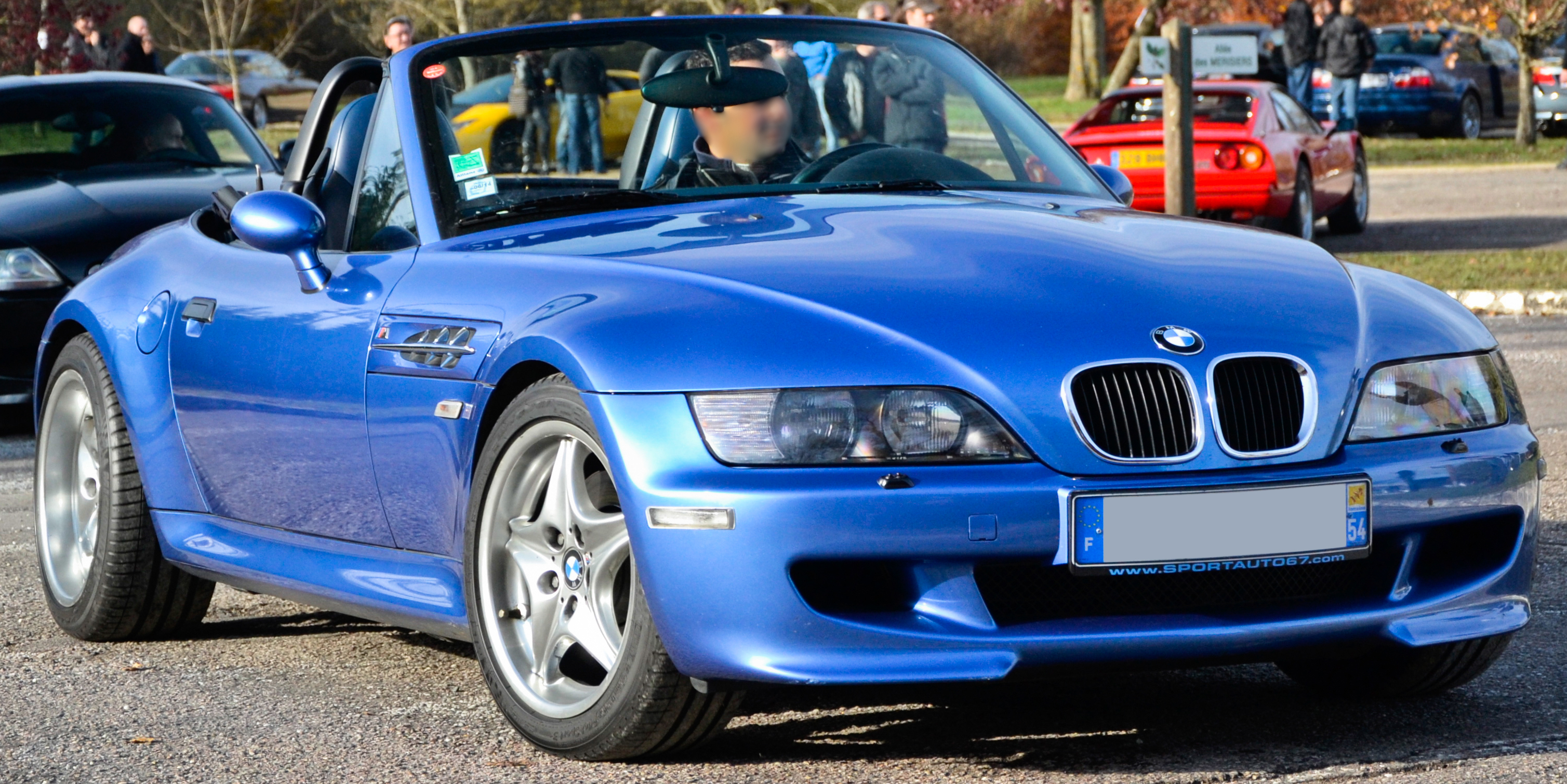
BMW Z3 M Roadster

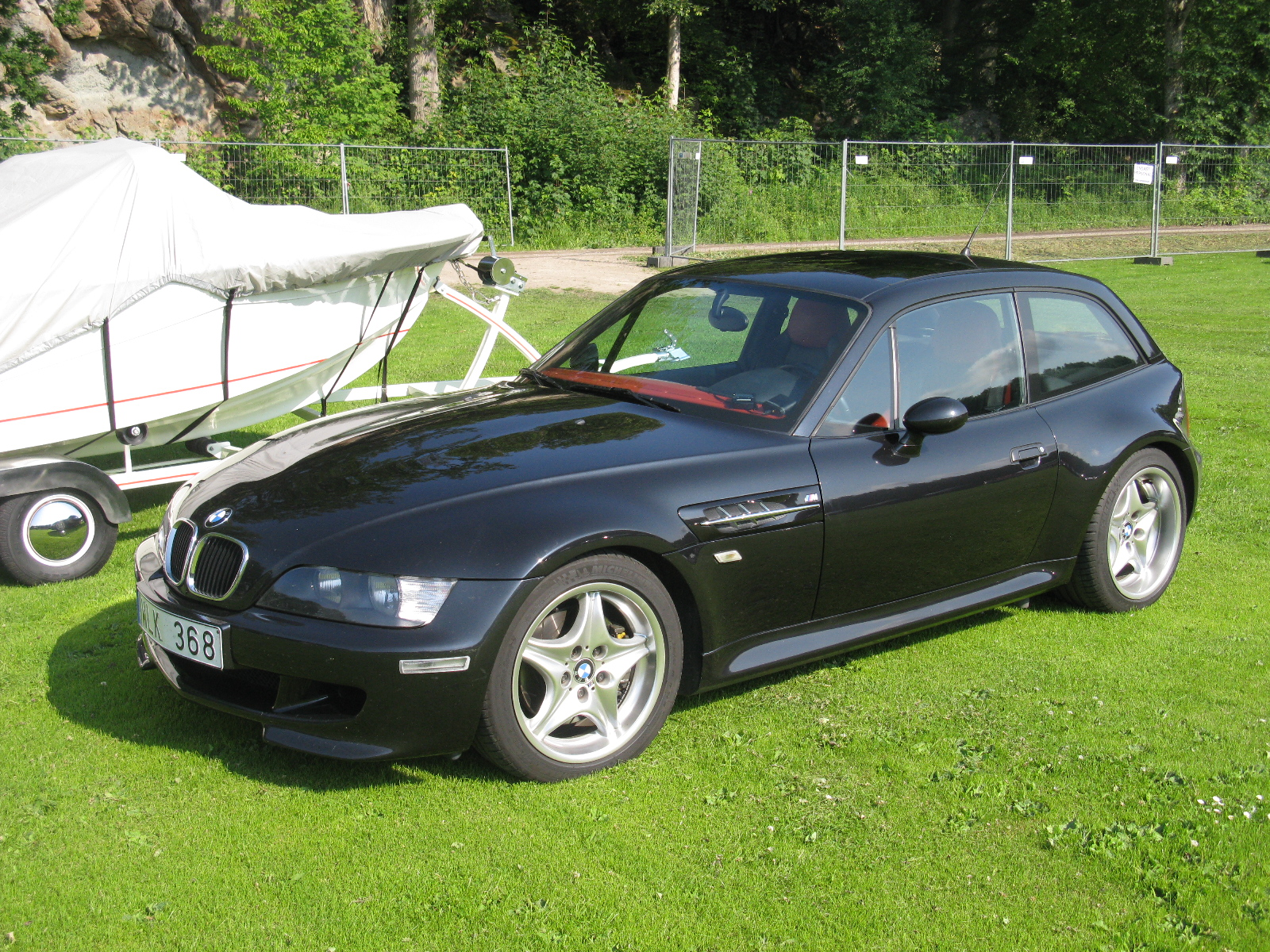
BMW Z3 M Coupé

M Roadster/M Coupé是Z3車系的性能版本，1999年先是推出了以Z3 Roadster為基礎所開發的雙門雙座敞篷版本M Roadster，之後又跟著推出了以硬頂車型Z3 coupé為基礎的雙門高性能跑車版本M Coupé，兩車都搭載同E36系列M3上那具3.2升直六321匹馬力的引擎（2002年最終代M Roadster/M Coupé搭載與E46系列M3上相同、代號為S54B32的3.2升直列6缸鑄鐵引擎，擁有343匹馬力），而其美規車型則比照美規M3搭載輸出較低的引擎版本。Z3停產後，根據BMW基礎房車車系以單數命名，純跑車車系以雙數命名的新政策，後繼車型改名為Z4，2006年時上市的高性能版本包括了雙門敞篷車與雙門硬頂跑車兩種款式，命名為Z4 M Roadster與Z4 M Coupé，搭載與M3相同的343匹馬力3.2升引擎，不再區分美規或歐規。